# 符號互動論
符號互動論（英語：symbolic interactionism theory，又譯象徵互動論）是一個從實用主義發展而來的社会学理論，該理論認為，人類在自我思考和人際交流中使用共同語言來創造共同的符號和意義。Macionis認為，符號互動論是「用以構建理論的框架，它認為社會是個體日常互动的產物」。換言之，它是一個幫助我們理解個體如何互動並創造符號世界，以及這些符號世界如何反過來塑造個體行為的參考框架。這一框架有助於理解社會是如何透過反覆進行的個體間互動而得以維持和被創造的。發生在互動之間的解釋過程有助於創造和再創造意義。正是對意義共同的理解和解釋影響了個體之間的互動。個體行動的前提是在社會語境中對意義有共同的理解。因此，互動和行為是透過對象和概念附加在其身上的共同意義來構建的。從這個角度來看，人們既生活在自然環境中，也生活在符號環境中。
符號互動主義來自於一種在20世紀中期前後發展起來的社會學觀點，該觀點持續在社會學的一些領域產生影響。它在微觀社會學和社會心理學中尤為重要。作為一種解釋社會互動的實用主義方法，它源於美國实用主义哲學，尤其是喬治·賀伯特·米德的作品。米德同時也是互動學派的創辦人；其後則是由布魯默在1950年將其符號互動論的中心思想理念宣揚光大，起初符號互動論這一名詞是米德的學生——赫伯特·布魯默所先使用。
符號互動論中最常討論的理論為自我概念理論。其他與符號互動論相關聯的理論還有高夫曼的擬劇論、皮爾斯和克里農（Pearce & Cronee）的意義統整合管理理論等。

## 歷史

### 喬治·賀伯特·米德 George Herbert Mead

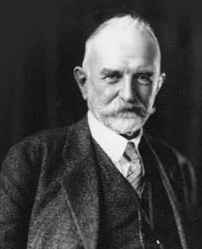
喬治·賀伯特·米德

符號互動論的構想最早由喬治·賀伯特·米德和查爾斯·庫利提出。米德認為，人的自我是社會產物，而這些自我也是具有目的性和創造性的，他相信，檢驗理論的真正標準是「對解決複雜的社會問題有用」。米德在該領域的影響深遠，以至於社會學家將他視作符號互動論傳統的「真正創始人」。
雖然米德在哲學系任教，但他作為培養了社會學領域最優秀的一代人才的老師，在社會學的名氣更高。但奇怪的是，他從未在哪本書或系統的論文中闡述過他廣泛的思想。1931年他去世後，他的學生將課堂筆記和與導師的對話收集在一起，以他的名義出版了《心靈、自我與社會》。許多人誤認為约翰·杜威是這一社會學理論的先驅；但根據《符號互動論手冊》（The Handbook of Symbolic Interactionism），米德無疑是「改變了理論的內部結構，將其提升到理論複雜性的更高層次」的人。
《心靈、自我與社會》是米德的學生根據他的講座和教學出版的書，書名突出了社會互動論的核心概念。其中，心靈（mind）指的是個體使用符號為其周圍世界創造意義的能力——個體使用語言和思想來完成這一目標；自我（self）指的是一個人反思他人對自己的看法的能力；而社會（society）是所有這些互動發生的場所。一份對米德的作品的概述和解讀中，描繪了外部社会结构、 階級、權力和虐待如何影響被剝奪了定義自我的能力的自我的和群體人格的發展。

### 赫伯特·布魯默
米德的學生和詮釋者赫伯特·布魯默創造了這個術語，並提出了一個頗具影響力的總結：人們對事物的行為方式是基於這些事物已經具有的意義，這些意義來源於社會互動，並透過解釋加以修改。布魯默是一位社会建构主义者，深受约翰·杜威的影響；因此，該理論在很大程度上是以現象學為基礎的。由於布魯默是首個使用符號交互這一術語的人，他也被稱為符號互動論的創始人。他相信：「人們參與的最具人性和人性化的活動是相互交談。」根據布魯默的觀點，人類群體是由人創造的，只有他們之間的行動才能定義社會。他認為，透過互動，個體能夠「藉由認可、排列和重新定義，來生產共同的符號」。話雖如此，互動是由相互交換解釋而形成的，這是社會化的基礎。

### 其他理論家
雖然查爾斯·霍頓·庫利和威廉·艾薩克·托馬斯在該學科的影響力較小，但他們也被視作該理論的有影響力的代表。庫利將社會和個體聯繫起來的研究影響了米德的進一步研究。庫利認為，社會和個體只有在相互關係中才能被理解。庫利的「鏡中自我」概念影響了米德的自我理論和符號互動論。托馬斯也是符號互動主義的代表人物。他的主要作品是關於人類動機理論，用以解決個體之間的互動和「行為的社會根源」。他試圖「解釋正確的社會生活方法論方法；發展一個人類動機理論；闡述一個有效的成人社會化的概念；並對越軌和解組提供正確的視角」。大多數學者同意托馬斯的觀點
Yrjö Engeström和大卫·米德爾頓（David Middleton）是另外兩位對符號互動論有重要影響的理論家。Engeström和米德爾頓解釋了符號互動論在各種工作環境中交流溝通領域的有用性，包括「法院，醫療保健，電腦軟體設計，科研實驗室，電話銷售，先進製造系統的控制、維修和維護」。其他被認為對該理論有貢獻的學者有托馬斯（Thomas）、帕克（Park）、詹姆斯（James）、霍頓·庫利（Horton Cooley）、茲納涅茨基（Znaniecki）、鮑德溫（Baldwin）、雷德菲爾德（Redfield）和沃思（Wirth）。與其他社會科學不同，符號互動論非常強調行動的理念，而不是文化、階級和權力。根據行為主義、達爾文主義、实用主义以及马克斯·韦伯的觀點，行動理論作為传播学研究的理論視角，對社會互動論的形成作出了重要貢獻。

## 假設、前提和研究方法論

### 假設
大多數符號互動論學者認為，根據個體的社會定義，物理現實確實存在，而且該社會定義確實某種程度上或與某種「真實」的東西共同發展。因此，人們並不直接回應這個現實，而是回應社會對現實的理解；也就是說，他們通過一種由不同的個人觀點組成的過濾器，間接地對這種現實做出回應。這意味着，人並非存在於由現實組成的物理空間中，而是存在於僅由「物體」組成的「世界」中。厄文·高夫曼認為，人類以某種方式定位身體部位的動機以及捕捉和檢查這些時刻的慾望，是構成社會現實的兩個要素，社會現實是由各種個人的感知組成的，研究這兩個要素如何發生至關重要。它呼籲符號互動論學者將更多的重點放在經驗觀察和理論化的現實方面。
以下三個假設構成了符號互動論的框架：
1. 個體透過交流過程來建構意義。
2. 自我概念是行為的一種動機。
3. 個體和社會之間存在獨一無二的關係。

### 前提
在定義了符號互動論的一些基本假設之後，有必要說明每個假設支持的前提。根據Blumer（19f,.69），上述三個假設可以導出三個前提。
1. 人类对事物的行为是基于事物对他们的意义。[10]
第一個前提包括人類在其世界中可能注意到的一切，包括物理對象、動作和概念。從本質上講，個體對物品和他人的行為，視乎他/她為這些物品和人賦予了什麼意義。布魯默強調個人行為背後的意義，具體而言，是對這些行動和行為的心理學和社會學解釋。
2. 这些事物的意义源于人们与同伴和社会的互动。[10]
第二個前提解釋了此類事物的含義源於個人與其他人的社會互動。布魯默追隨米德，認為人們透過解釋或定義彼此的行為，而非僅僅對彼此的行為作出回應，來相互交流。他們的「回應」不是直接針對彼此的行為作出的，而是基於他們賦予這些行為的意義。因此，人類互動是透過符號和意指的使用、透過解釋，或透過確定彼此行為的意義來調節的。意義要么被認為是理所當然的，被視為不需要調查的不重要因素，要么被視為僅僅是中性環節，或者是處於導致人類行為的原因或因素和作為此類因素的結果的行為之間的因果鏈上的一個環節。
3. 个体处理他/她遇到的事物时会通过解释过程对事物的意义进行处理和修正。[10]
符號互動論學者將思考描述為一種內心對話（英语：Inner conversations）。[5]米德將這種內心對話稱為思維（minding），它是一個人思考下一步要做什麼時發生的思考過程的延遲。這些含義在人們處理遇到的事物時使用的解釋過程中得到處理和修改[a][17]。為了釐清困難處境的意義，我們自然而然會與自己對話。但首先，我們需要語言。在我們能夠思考之前，我們必須能夠進行象徵性的互動。[5]對符號、協商意義和社會建構的強調引起了人們對人們扮演的角色的關注。角色承擔（英语：Role-taking theory）是一種關鍵機制，它允許人們看到另一個人的觀點，以了解一個行為對另一個人可能意味著什麼。角色承擔是我們小時候生活的一部分，例如過家家和假扮別人。角色具有即興的特質；但是，行動者通常會按照他們所遵循的劇本進行表演。由於社會環境中角色的不確定性，角色塑造的任務落在了處境中的人身上。從這個意義上說，我們是我們環境的積極參與者。[18]

此外，其他學者指出還有一個前提：
- 是人類從與他人互動中獲得潛在心理回報的這種與生俱來的慾望，促使我們建立經社交互動過濾後的現實。
一些符號互動論學者指出，個人對潛在心理獎勵的渴望與他們各自社會建構的現實（通常稱為「社會」）之間有著不可分割的聯繫，這些專家證明，分析和剖析符號互動論的一個重要前提，是個人與他人建立聯繫並透過社會互動創造意義的心理激勵。[19]作為人類，我們在開始互動之前，就能夠本能地辨別出想要與之交流的人，我們會在生物學上經歷一種內在的情緒衝動，它鼓勵我們開始互動，從而開始形成各種社會建構的現實，這使符號互動論可以對其進行檢視，即我們對情感獎勵的渴望使符號互動理論成為可能和可行。

### 研究方法論
符號互動論研究大多採用質性研究方法，例如用參與觀察法來研究社会关系的方面或個體的自我。參與觀察法中，研究者能夠獲取符號和意義，就像霍华德·S·贝克尔的《藝術世界》和亞莉·霍奇查爾德的《心灵的整饰》那樣。他們認為，密切接觸並沉浸在參與者的日常活動中，對於理解行為的意義、定義情境以及參與者透過互動建構情境的過程是必要的。由於這種密切接觸，互動不能完全擺脫價值承諾。多數情況下，他們依靠自己的價值觀來選擇學習什麼；不過，學者在如何進行研究的方面力求客觀。因此，符號互動論方法是一種關注特定情境下人類互動的微觀取向。